# Vale de Salt Lake

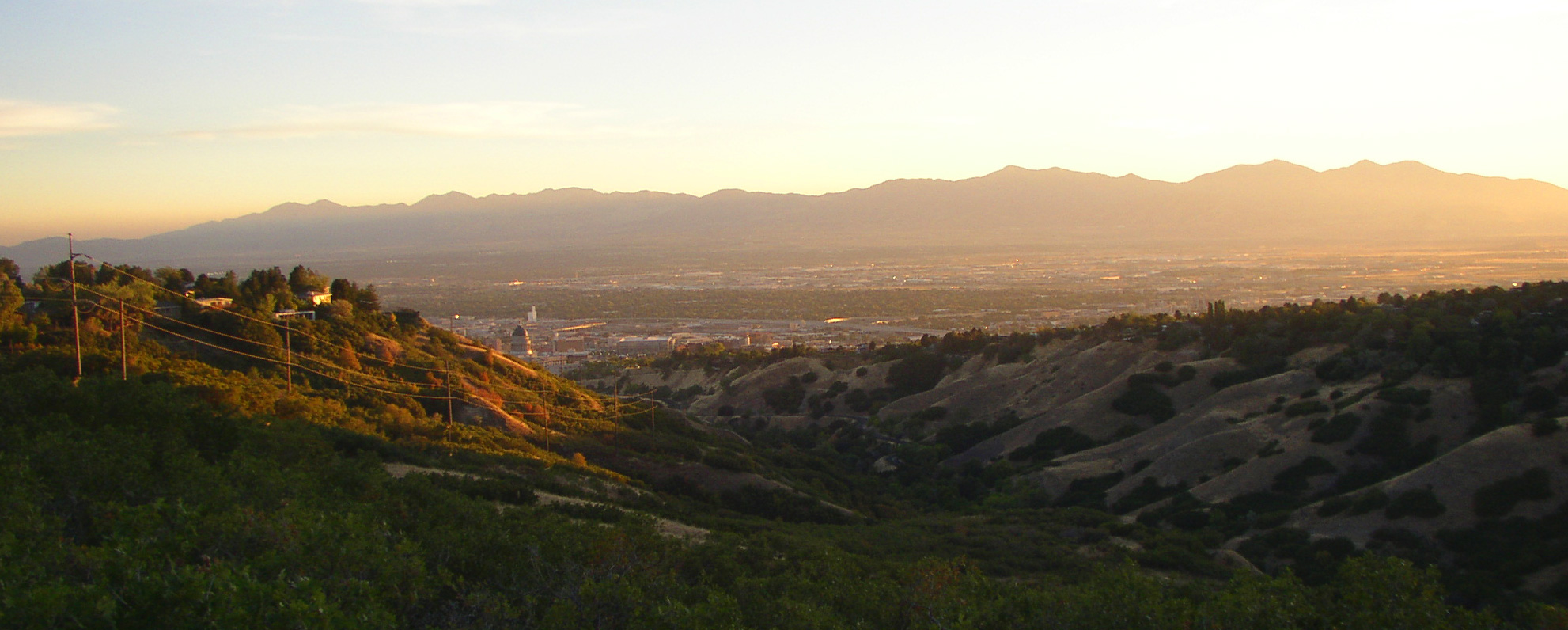
Parte do vale do Lago Salgado com a serra Oquirrh em fundo, como se vê do sudoeste do desfiladeiro de City Creek.

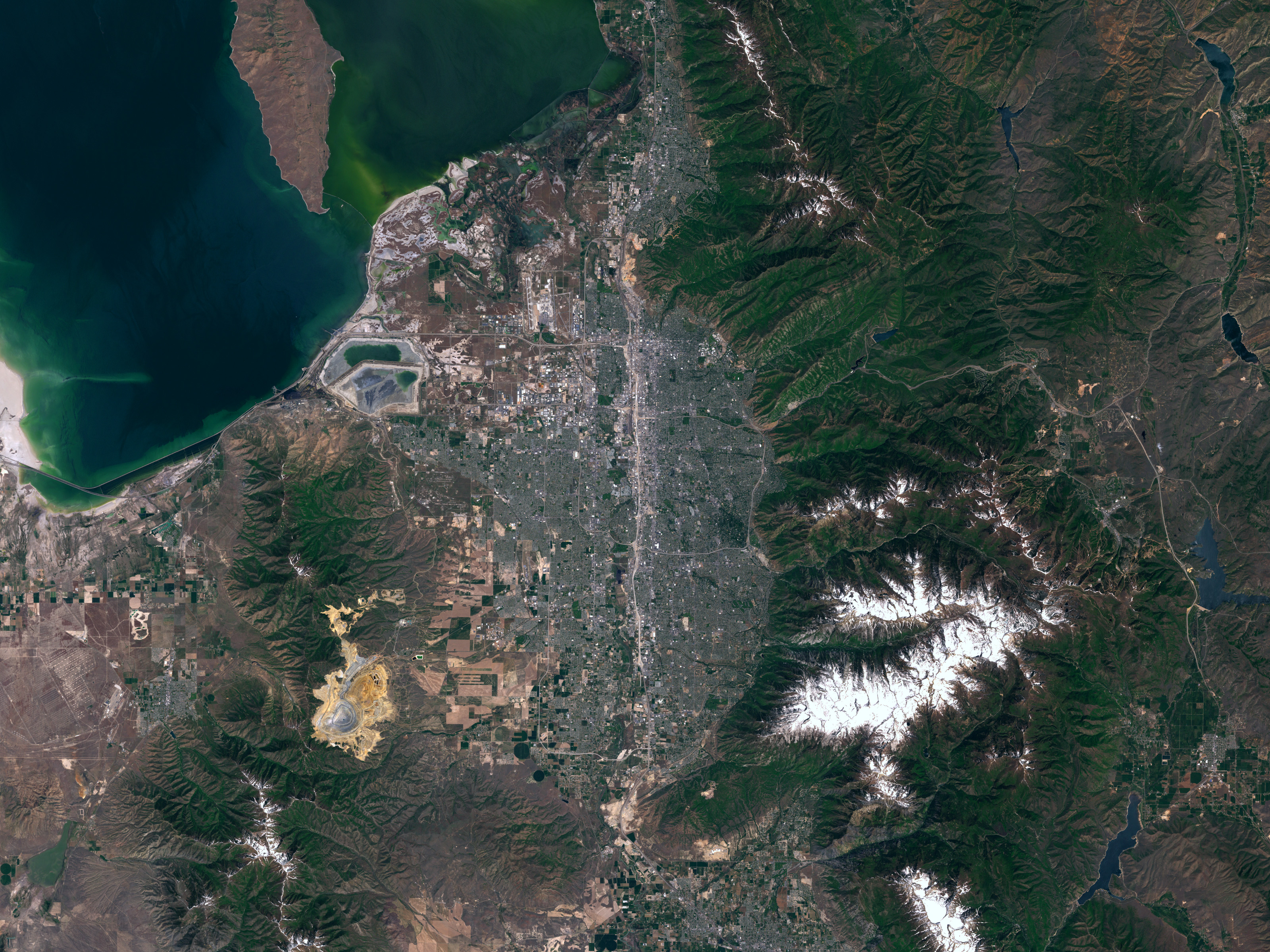
Vale do Lago Salgado visto do espaço.

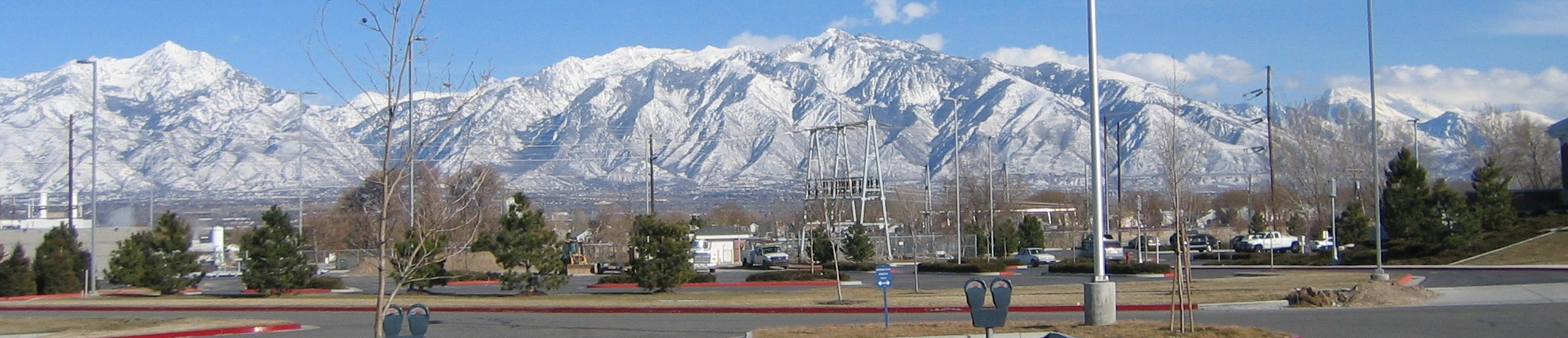
Os picos gémeos Twin Peaks com desnível de 2164 m relativo à base do vale.

O vale de Salt Lake (ou vale do Lago Salgado) é um vale de cerca de 1300 km2 de área situado no condado de Salt Lake, a norte da região centro-norte do estado do Utah, nos Estados Unidos. Neste vale situa-se Salt Lake City, a capital do estado, e outras localidades suburbanas, principalmente West Valley City, Murray, Sandy e West Jordan; a sua população no total era de 1 029 655 em 2010. Brigham Young denominou a região como o lugar, quando ele e seus discípulos chegaram ao Utah depois de percorrer outros estados.
O vale está rodeado, em todas as direções menos por noroeste, por montanhas abruptas que em alguns pontos se erguem a 2200 m sobre a base do vale. Está praticamente rodeado pela cordilheira Wasatch a este, as Montanhas Oquirrh a oeste, a Sierra Traversa a sul e o Grande Lago Salgado a noroeste, com os picos da Ilha Antílope visíveis.